# Igor Laikert
Igor Laikert (ur. 27 lutego 1991 w Zenicy) – bośniacki narciarz alpejski, olimpijczyk.

## Kariera

### Zimowe Igrzyska Olimpijskie
Igor Laikert uczestniczył na Zimowych Igrzyskach Olimpijskich 2014 w Soczi. Podczas tych igrzysk wziął udział w pięciu konkurencjach narciarstwa alpejskiego: zjeździe (44. miejsce), supergigancie (50. miejsce), slalomie gigancie (nie ukończył), slalomie (nie ukończył) i superkombinacji (27. miejsce). Były to jego jedyne zimowe igrzyska olimpijskie, gdzie wystąpił

### Mistrzostwa Świata
- Ga-Pa 2011 – 38. (super gigant), 43. (zjazd), 23. (super kombinacja)
- Schladming 2013 – 21. (super kombinacja), 48. (super gigant), DNF (slalom, zjazd)